# Кибер метъл
Кибер метъл е поджанр на индъстриъл метъла, за пръв път споменат от Фиър Фактъри през 1990-те години и популяризиран с албума им „Demanufacture“. Стилът включва силни влияния и елементи на EBM и електро-индъстриъл, което означава по-електронно звучене и по-мелодични рифове. Лиричните мотиви обикновено черпят от киберпънк културата. Вокалите варират от чисти до по-сурови. Китарите често звучат близо до тези на мелодичния дет метъл. Въпреки че Фиър Фактъри полагат основата на жанра, той добива най-голяма популярност след излизането на албумите „SETI“ на The Kovenant през 2003 г. и „Slave Design“ на Sybreed през 2004 г.